# Петухов, Сергей Валентинович
Сергей Валентинович Петухов  (род. 1946) — российский физик, биофизик и биоинформатик, доктор физико-математических наук, кандидат биологических наук, лауреат Государственной премии СССР (1986).

## Биография
- 1964—1973 — студент и аспирант МФТИ, кафедра физики живых систем
- 1973 — защита в Институте проблем передачи информации АН СССР диссертации на степень кандидата биологических наук, тема — «О динамике процессов в вестибулярном аппарате» по специальности «Биофизика»
- 1973-по н.в. научная работа в отделе биомеханики Института машиноведения РАН, в настоящее время зав. лабораторией Исследований биомеханических систем
- 1986 — лауреат Государственной премии СССР за работы в области биомеханики (в составе группы авторов)[источник не указан 610 дней]
- 1988 — защита в Институте кристаллографии им. А.В. Шубникова АН СССР диссертации на степень доктора физико-математических наук по теме «Высшие симметрии в биомеханике морфогенеза» по двум специальностям: «Биомеханика» и «Кристаллография и кристаллофизика»
- 2003 — по н.в. — председатель международного учёного совета Международной Ассоциации Симметрии (Будапешт, Венгрия)[источник не указан 610 дней]
- 2005—2013 — соруководитель научного сотрудничества между Российской и Венгерской академиями наук по теме «Нелинейные модели и симметрологический анализ в биомеханике, биоинформатике и теории самоорганизующихся систем»[источник не указан 610 дней]
- 2008—2012 — профессор Московского физико-технического института по кафедре «Вычислительные модели технологических процессов»
- 2012 — награждение в Китае Почетным дипломом в связи с включением китайским правительством С. В. Петухова в официальный «Список выдающихся учёных мира». Приглашённые лекции в Китае.[источник не указан 610 дней]
- 2012 — по н.в. — главный научный сотрудник Московской государственной консерватории им. П. И. Чайковского по научно-творческому центру «Междисциплинарных исследований музыкального творчества» (по совместительству).
- 2017 — по н.в. — главный редактор международного журнала «International Journal of Mathematical Sciences and Computing» (Гонконг).
- 2017 — по н.в. — вице-председатель консультативного совета директоров «Международной исследовательской ассоциации современных образовательных и компьютерных наук» (Гонконг)
- 2021 — по н.в. — сопредседатель международного семинара «Алгебраическая биология и теория систем» (Москва) и секции «Математическая биология и теория систем» Научного совета по методологии искусственного интеллекта и когнитивным исследованиям РАН[источник не указан 610 дней]

## Область научных интересов
Теоретическая и математическая биология, генетическое кодирование и биоинформатика, биомеханика, биосолитоны[неизвестный термин], колебания и резонансы в биотелах[неизвестный термин], теория симметрии и самоорганизации. Развивает научные направления по матричной генетике[неизвестный термин], алгебраической биологии[неизвестный термин], биосолитонам[неизвестный термин], мульти-резонансной генетике[неизвестный термин].
Ему принадлежат опубликованные открытия универсальных правил стохастико-детерминистской организации геномных ДНК[неизвестный термин] высших и низших организмов, а также связи ДНК-информатики с принципами алгебраической голографии и фрактальных структур. Выдвинута и развивается доктрина энерго-информационной эволюции[неизвестный термин] на базе био-антенных решеток[неизвестный термин] и квантовой информатики.

## Критика
Согласно поддержанному Алексеем Хохловым и Александром Панчиным расследованию телеграм-канала КРИНЖ, работы Петухова о «генетической музыке» — лженаучны.

## Список публикаций
Автор 7 монографий и около 200 научных публикаций.

### Монографии и учебно-методические пособия
1. С. В. Петухов «Биомеханика, бионика и симметрия», М., Наука, 1981;
2. С. В. Петухов «Геометрии живой природы и алгоритмы самоорганизации», М., Знание, 1988;
3. С. В. Петухов «Биосолитоны. Основы солитонной биологии», М., ГПКТ, 1999, ISBN 5-901204-01-8;
4. С. В. Петухов «Бипериодическая таблица генетического кода и число протонов», М., Наука, 2001, ISBN 5-7012-0203-8;
5. С. В. Петухов «Матричная генетика, алгебры генетического кода, помехоустойчивость», М.,изд-во Регулярная и хаотическая динамика, 2008, ISBN 978-5-93972-643-6;
6. С. В. Петухов, Д. Ш. Катанов «Введение в математическую биофизику. Элементы биоинформатики и биоинформационных технологий» — Учебно-методическое пособие Московского физико-технического института, 2009 г.
7. Petoukhov S.V., He M. «Symmetrical Analysis Techniques for Genetic Systems and Bioinformatics: Advanced Patterns and Applications», 2010, Hershey, USA: IGI Global, ISBN 978-1605661247;
8. He M., Petoukhov S.V., «Mathematics of bioinformatics: theory, practice, and applications». 2011, USA: John Wiley & Sons, Inc., ISBN 978-0470404430.